# The Story of God
The Story of God è una serie di tre documentari prodotta nel Regno Unito, originariamente trasmessa tra il 4 e il 18 dicembre 2005 su BBC One.
Nei documentari il professore Robert Winston tenta di rispondere alle domande sull'origine dell'uomo, sulle religioni, la loro origine, i punti di contatto e di differenza, la loro evoluzione storica.